# Teemu Tainio
Teemu Tainio, född 27 november 1979 i Torneå, är en finländsk före detta fotbollsspelare och sedermera tränare. Tainio debuterade i det finländska landslaget 1998 och har sedan dess spelat 64 landskamper och gjort 6 mål.

## Klubbar i karriären
- FC Haka 1996–1997
- AJ Auxerre 1997–2005
- Tottenham Hotspur FC 2005–2008
- Sunderland AFC 2008–2010
- Birmingham City FC (lån) 2009–2010
- AFC Ajax 2010–2011
- Red Bull New York 2011–2012
- HJK Helsingfors 2013–2014